# 上希爾施貝格山

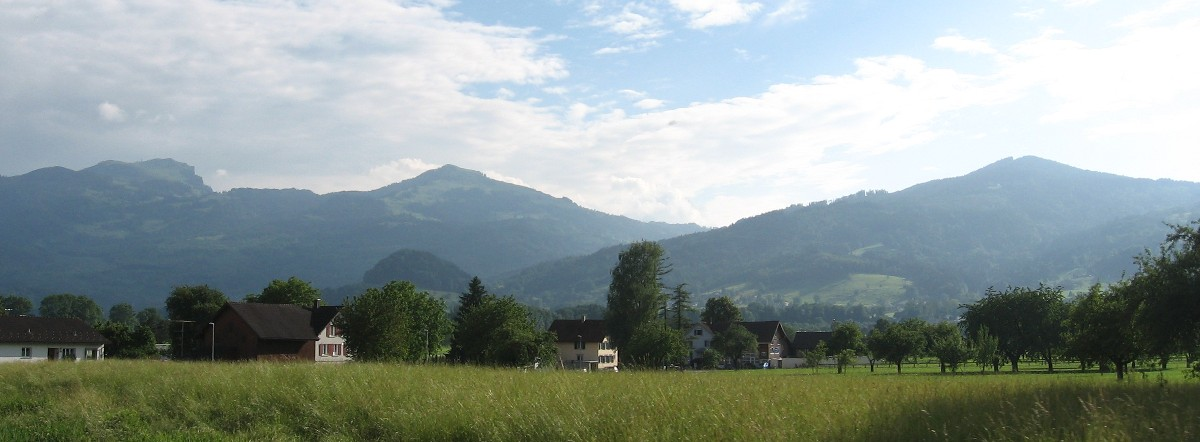

47°20′33″N 9°28′11″E / 47.3426°N 9.46961°E
上希爾施貝格山（德語：Hoher Hirschberg），是瑞士的山峰，位於該國東北部，由內阿彭策爾州負責管轄，屬於瑞士前阿爾卑斯山脈的一部分，海拔高度1,168米，最高點海拔高度1,852米。